# Aleksander Nehrebecki
Aleksander Nehrebecki herbu Sas – podczaszy zwinogrodzki w latach 1788–1790, podczaszy winnicki w 1781 roku, wojski żydaczowski w 1769 roku, miecznik żydaczowski w 1767 roku, starosta burczycki, poseł ziemi lwowskiej.
Był elektorem Stanisława Augusta Poniatowskiego z województwa ruskiego.